# John Nevill (5e marquis d'Abergavenny)
Pour les articles homonymes, voir John Neville.
John Henry Guy Nevill, 5e marquis d'Abergavenny, (8 novembre 1914 - 23 février 2000) est un pair britannique.

## Biographie
Il est le fils aîné de Guy Larnach-Nevill (4e marquis d'Abergavenny), et fait ses études au Collège d'Eton et à Trinity College, Cambridge.
En 1936, il devient officier au service des Life Guards et combat pendant la Seconde Guerre mondiale, est investi comme Officier de l'Ordre de l'Empire britannique en 1945 et passe au grade de lieutenant-colonel en 1946.
Lord Abergavenny est colonel honoraire du Kent Yeomanry 1949–1961, et du Kent et du comté de London Yeomanry (Sharpshooters) 1961–1962. Il est membre du conseil du comté d'East Sussex entre 1947 et 1954 et conseiller du comté d'East Sussex entre 1954 et 1962. Il est également lieutenant adjoint du Sussex en 1955, vice-lieutenant du Sussex entre 1970 et 1974 et plus tard premier Lord-lieutenant du Sussex de l'Est de 1974 à 1989.
Outre l'armée et sa carrière politique, Lord Abergavenny est également directeur de Massey Ferguson entre 1955 et 1985; administrateur de la Lloyds Bank entre 1962 et 1985; Président du conseil régional du sud-est de la Lloyds Bank entre 1962 et 1985; et directeur de Whitbread Investment.
Lord Abergavenny est Chevalier de Saint-Jean en 1976, Chevalier de la Jarretière en 1974 et est Chancelier de cet Ordre entre 1977 et 1994. En 1986, il reçoit un doctorat honorifique en droit de l'Université du Sussex.
Abergavenny est également impliqué dans les courses de chevaux. Il monte en steeple entre 1935 et 1939, et est élu au Comité national de chasse en 1942, étant intendant en 1948–50, 1952–54 et 1960-62. Il devient membre du Jockey Club en 1950 et vice-président du Turf Board en 1967. Il est également administrateur des hippodromes de Cheltenham et de Fontwell. Il est administrateur de l'autorité d'Ascot en 1952 et est le représentant de la reine à Ascot. Ses couleurs de course sont écarlates avec des ceintures croisées blanches.

## Famille
Le 4 janvier 1938, il épouse (Mary) Patricia Harrison avec qui il a cinq enfants:
- Anne Patricia Nevill (née le 25 octobre 1938), épouse le capitaine Martin Whiteley.
- Vivienne Margaret Nevill (15 février 1941 – 10 septembre 2018), épouse Alan Lillingston.
- Jane Elizabeth Nevill (1944-1946), est décédée en bas âge.
- Henry John Montague Nevill, comte de Lewes (1948-1965), instruit à Eton, est mort sans descendance [2].
- Rose Nevill (née le 15 juillet 1950); une demoiselle d'honneur au mariage de la princesse Margaret et Antony Armstrong-Jones.

Lord Abergavenny est décédé en 2000, à l'âge de 85 ans. Comme il n'a pas d'enfants mâles survivants, il est remplacé par son neveu, Christopher Nevill, 6e marquis d'Abergavenny.